# Берень
Берень, Берені (рум. Bereni) — село у повіті Муреш в Румунії. Адміністративний центр комуни Берень.
Село розташоване на відстані 254 км на північ від Бухареста, 23 км на схід від Тиргу-Муреша, 99 км на схід від Клуж-Напоки, 115 км на північний захід від Брашова.

## Населення
За даними перепису населення 2002 року у селі проживала 251 особа.
Національний склад населення села:
| Національність | Кількість осіб | Відсоток |
| -------------- | -------------- | -------- |
| угорці         | 203            | 80,9%    |
| цигани         | 43             | 17,1%    |
| румуни         | 5              | 2,0%     |

Рідною мовою назвали:
| Мова      | Кількість осіб | Відсоток |
| --------- | -------------- | -------- |
| угорська  | 203            | 80,9%    |
| циганська | 43             | 17,1%    |
| румунська | 5              | 2,0%     |